# Skopski akvedukt
Skopski akvedukt  je arheološko nalazište 2 km sjeverozapadno od Skoplja kod sela Vizbegovo blizu nalazišta Skupi u Makedoniji. Skopski akvedukt je jedini u Makedoniji, i jedan od tri takva objekta iz bivše Jugoslavije (Dioklecijanov akvedukt kod Splita i Barski akvedukt u Baru).
Pitanje kad je izgrađen Skopski akvedukt i danas je nerašćišćeno. Postoje tri teorije: 
- tokom vladavine Rima, po toj teoriji vodio je vodu do legionarskog naselja Scupia
- tokom vladavine Vizantije i to za vladavine cara Justinijana, po ovoj teoriji dopremao je vodu za novo naselje Justiniana Prima[а]
- tokom vladavine Osmanskog carstva, po ovoj teoriji izgrađen je u XVI st. za potrebe velikog broja turskih javnih kupatila (hamama).

Ova impresivna građevina od kamena i cigle od koje je danas ostalo oko 400 metara sa 55 lukova, dovodila je čistu planinsku izvorsku vodu iz Skopske Crne Gore do grada. Ovaj akvedukt bio je u upotrebi do XVIII veka. 

## Napomena
1. ↑  Prema istoj teoriji,sama Justiniana Prima se nalazi na mestu Skopske tvrđave, a ne kao obično, nedaleko od Lebana u Srbiji, na lokalitetu Caričin Grad.